# محطة البيانات المتنقلة
تعد محطة البيانات المتنقلة (MDT) أو الحاسوب الرقمي المحمول (MDC) جهازًا محوسبًا يستخدم في مركبات النقل العام ومركبات البريد السريع وشاحنات الخدمة وأساطيل الشاحنات التجارية و العسكرية ومركبات الطوارئ ، مثل سيارات الشرطة ، للتواصل مع مكتب الإرسال المركزي التابعة له هذه السيارة. يتم استخدامها أيضًا لعرض الخرائط والمعلومات ذات الصلة بالمهام والإجراءات التي تقوم بها السيارة مثل المخططات ومعلومات السلامة.
تتميز محطات البيانات المتنقلة بشاشة يمكن من خلالها عرض المعلومات ولوحة مفاتيح لإدخال المعلومات عليها ، ويمكن توصيلها بأجهزة طرفية مختلفة. تشمل الأجهزة الطرفية القياسية أجهزة راديو وعدادات سيارة ألاجرة ، وكلاهما يسبق الإرسال بمساعدة الحاسوب. قد تكون محطة البيانات المتنقلة عبارة عن وحدات عرض ولوحة مفاتيح بسيطة ، تهدف إلى توصيلها بصندوق أسود منفصل أو كمبيوتر معين . بينما كانت محطة البيانات المتنقلة في الأصل محطات غير ذكية ، تم استبدال معظمها بأجهزة كمبيوتر تعمل بكامل طاقتها ، والمعروفة باسم أجهزة الكمبيوتر الرقمية المتنقلة. في حين أن مصطلح محطة البيانات المتنقلة هو الأكثر صحة.[بحاجة لمصدر]

## التقنية
كان العديد من أجهزة محطة البيانات المتنقلة عبارة عن أجهزة مخصصة ، تُستخدم مع أجهزة لاسلكية متخصصة من نقطة إلى نقطة ، لا سيما في تطبيقات مثل إرسال الشرطة. في حين أن التطبيقات مثل سيارات الأجرة وتوصيل الطرود غالبًا ما تستخدم محطات مصممة خصيصًا لها .
بالنسبة للعديد من التطبيقات الصناعية ، مثل النقل بالشاحنات التجارية ، ونظم المعلومات الجغرافية ، والزراعة وغيرها من الصناعات ، لا تزال الأجهزة الإلكترونية المخصصة مفضلة. تستخدم المحطات الطرفية المخصصة واجهات الإدخال / الإخراج التي تتصل مباشرة بالمعدات الخاصة بالصناعة.  لن تدوم محطة البيانات المتنقلة التي تعتمد على المنتجات الاستهلاكية القوية أو البرامج المتاحة للمستهلكين عادةً بمدة دورة الحياة المتوقعة في التطبيقات الصناعية ، على مدى 5 سنوات.

## ميزات نموذجية
- منفذ تسلسلي للاتصال بجهاز إرسال واستقبال لاسلكي للأرض.
- إدخال / إخراج رقمي لمراقبة الأحداث الخارجية.
- مدى درجة حرارة تشغيل واسعة من(-10 درجة مئوية) إلى  (60 درجة مئوية) أو أفضل.
- مقاومة الماء والغبار.
- وصلات بمعدات خاصة بالصناعة ، مثل ناقل البيانات J1708 لتطبيقات الشاحنات التجارية.
- مصدر طاقة متكامل غير قابل للانقطاع
- جهاز الإرسال والاستقبال الخلوي الذي يوفر اتصالاً بالإنترنت.[بحاجة لمصدر]

## الأستخدم في السيارة
ترتبط محطة البيانات المتنقلة بشكل شائع بالاستخدام داخل السيارة. يتطلب ذلك تثبيتها في السيارة من أجل سلامة السائق وأمن الجهاز وبيئة عمل المستخدم. في تصميم التركيب وتجميع الأجزاء المناسبة وتثبيتها بطريقة آمنة ومتسقة بعيدًا عن الوسائد الهوائية وأجهزة التحكم في التدفئة والتهوية وتكييف الهواء في السيارة وأدوات التحكم في بالسيارة.